# Vanilla francoisii
Vanilla francoisii är en orkidéart som beskrevs av Joseph Marie Henry Alfred Perrier de la Bâthie. Vanilla francoisii ingår i släktet Vanilla och familjen orkidéer. Inga underarter finns listade i Catalogue of Life.